# Pygathrix cinerea
Douc à pattes grises
Espèce
Statut de conservation UICN

 CR A2cd+3cd+4cd : 
En danger critique
Statut CITES
Le Douc à pattes grises (Pygathrix cinerea) est un singe asiatique de la famille des Cercopithecidae. Ce primate est en danger critique d'extinction. C'est l'une des 21 espèces de primates d'Asie à avoir fait partie de la liste des 25 espèces de primates les plus menacées au monde (de 2000 à 2012).
Il y en aurait un peu plus d'un millier dont près de 500 à Kon Plông.
Cette espèce de langur était auparavant considérée comme une sous-espèce de Pygathrix nemaeus ou comme un hybride entre ce dernier et Pygathrix nigripes.

## Description
Pygathrix cinerea mesure de 60 cm de long (corps et tête) et a une queue longue de 59 à 68 cm. Il pèse de 8 à 10 kg.

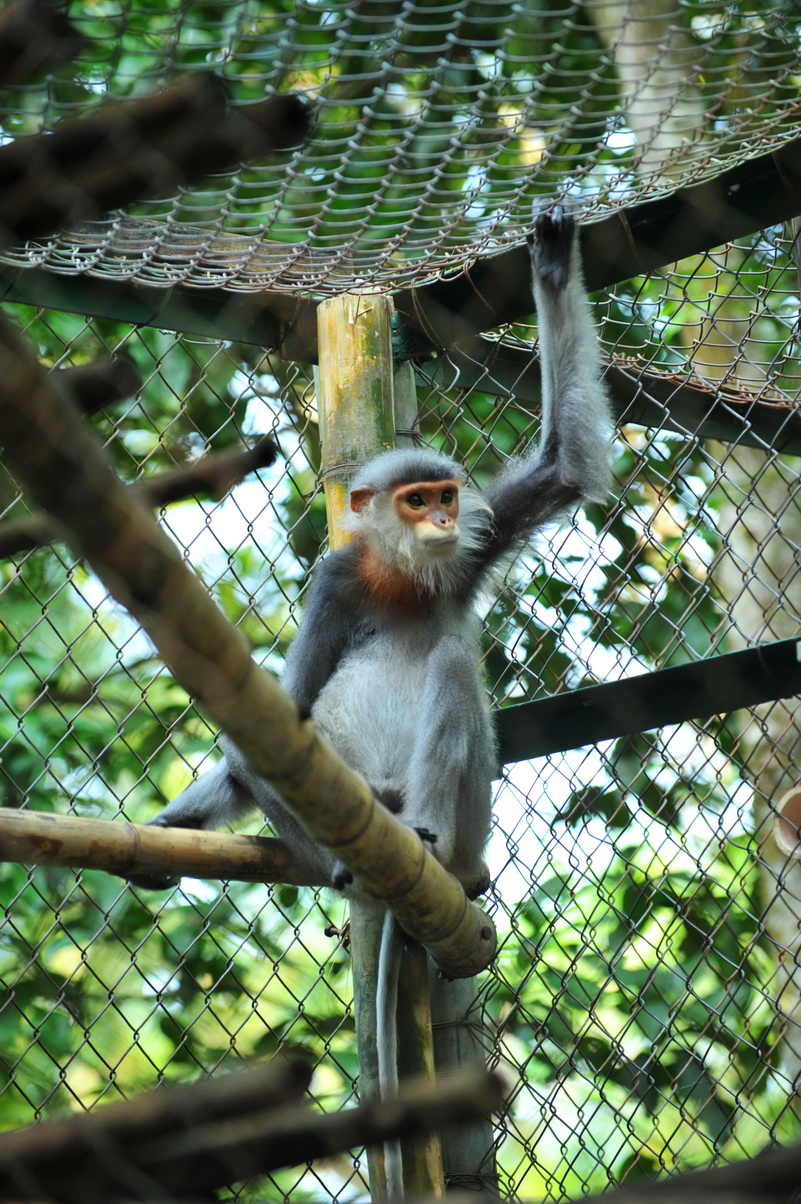
Douc à pattes grises dans le centre de réhabilitation du parc national de Cuc Phuong, Vietnam

Son dos et son ventre sont gris ; ses pattes sont grises ; ses pieds et ses mains sont noirs.
Sa face est ocre avec un nez blanc; son front est noir ; sa gorge est blanche.

## Répartition

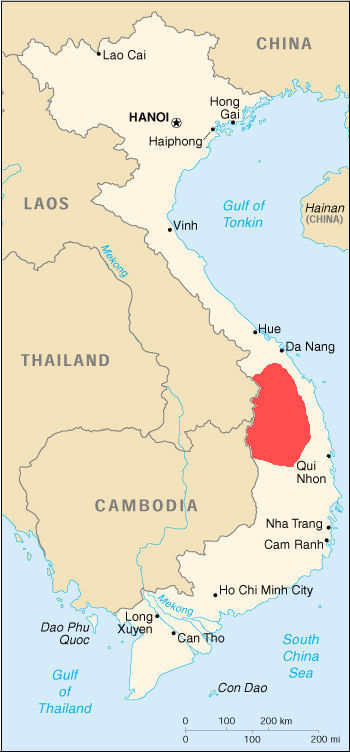
Répartition du douc à pattes grise au Vietnam